# Iulia (film din 1953)
Iulia (titlul original: în cehă Jestřáb kontra Hrdlička) este un film dramatic cehoslovac, realizat în 1953 de regizorul Vladimír Borský, după nuvela omonimă din 1876 a scriitorului Svatopluk Čech, protagoniști fiind actorii František Smolík, Jaroslav Marvan, Vlasta Fabianová și Taťána Vavřincová.
Filmul prezintă condițiile din Boemia din a doua jumătate a secolului al XIX-lea, când oficialii din orașele mici, precum Hrdlička, au cedat în fața prădătorilor burgheziei financiare și industriale în creștere reprezentată de Jestřáb.

## Rezumat
Acțiunea filmului se petrece în a doua jumătate a secolului al XIX-lea. După moartea domnului Supov, inspectorul Hrdlička își pierde slujba la castel. Se mută la Praga împreună cu soția și fiicele sale Irena și Iulia, sperând să-și găsească o poziție profitabilă aici, în timp ce soția lui vrea să-i găsească lui Irena un mire bogat. Hrdliček nu are însă noroc și din cauza cerințelor mari ale soției sale și ale Irinei, se îndatorează la cămătarul Jestřáb. Din familie, doar Iulia este capabilă să facă față greutăților și să muncească, deși încă îi este dor de grădinarul Karl, care a rămas la castelul Supov. Hrdlička nici măcar nu poate plăti dobânda la timp. De aceea Jestřáb merge să-l viziteze într-o zi și să discute cu Hrdlička. Acolo o vede pe frumoasa Iulia și este dispus să-l amâne pe Hrdliček cu datoriile dacă Iulia devine educatoarea fiului său. Pentru a-și salva tatăl, Iulia este de acord și pleacă la Supov, pe care l-a cumpărat Jestřáb. Aici, într-o seară, Jestřáb o hărțuiește și Karel intervine așa că amândoi sunt concediați. 
Stăpânirea lucrurilor pentru Hrdlička a dispărut și a însemnat și pierderea a încă 100 de guldeni, plătiți intermediarului fals. Hrdlička se împușcă din disperare, Hrdličková și Irena ajung pe post de curtezane și sunt arestate în timpul unui joc fals. Doar Iulia și Karel sunt hotărâți să vadă vremuri mai bune împreună.

## Distribuție
- František Smolík – inspectorul F. J. Hrdlička
- Jaroslav Marvan – cămătarul Jestřáb
- Vlasta Fabianová – Hermína, soția lui Hrdliček
- Taťána Vavřincová – Irena, fiica Hrdličkovilor
- Vlasta Fialová – Iulia, fiica Hrdličkovilor
- Jan Pivec – trișorul Romanov
- František Kreuzmann – avocatul Zamotal
- Josef Bek – grădinarul Karel Šimák
- Jiří Steimar – muncitor la contele Supovsky
- Eva Klenová – contesa Supovská
- Zdeněk Kryzánek – contele Walewsky, prietenul lui Romanov
- Vladimír Jedenáctík – baron Kotowský, prietenul lui Romanov
- Gabriela Bártlová-Buddeusová – slujnica Maria
- Anna Melíšková – menajera
- Vladimír Hlavatý – Toník Svoboda
- Stanislav Remunda – Zdeněk Řehoř, dactilograf
- Jiřina Šejbalová – proprietarul salonului de modă
- Josef Bělský – un muncitor
- Oldřich Musil – recepționerul hotelului
- Světla Svozilová – servitoarea Jestřábů Rozinei
- Karel Hovorka – scrib executor
- Gabriel Hart – bijutierul
- Milada Gampeová – mama Hermínei
- Emil Dlesk – un bărbat la licitație
- Antonín Soukup – un bărbat la licitație
- Věra Váchová – un oaspete la cafenea
- Fanda Mrázek – valetul
- Josef Příhoda – covrigarul
- Vladimír Řepa – executorul
- Bohumil Machník – portarul la „Lâna de Aur”
- Stanislav Langer – polițistul
- Anna Pitašová – o femeie
- Alois Dvorský – un scrib
- Manon Chafour – o dansatoare
- Bedřich Füsseger – un dansator

## Lansare
Filmul Iulia a avut premiera în Praga pe data de 27 noiembrie 1953.
În România premiera filmului a avut loc la data de 16 iunie 1954 la cinematografele „Patria” și „Elena Pavel” din capitală.